# Église Sainte-Anne de Sainte-Anne-de-Kent
Pour les articles homonymes, voir Église Sainte-Anne.
L'église catholique romaine Sainte-Anne-de-Kent était surnommée la chapelle Sixtine de l'Acadie, en raison de sa valeur patrimoniale. Elle fut détruite dans un incendie en 2005 et reconstruite en 2007.

## Histoire
De style néogothique, l'édifice en bois fut construit en 1886, selon les plans de l'architecte acadien Léon Léger sous la direction du père David-Robert Harnett. Léon Léger est l'un des rares Acadiens de cette époque à avoir étudié l'art et l'architecture (voir Nazaire Dugas).
À l'origine, l'église mesurait 21 mètres de long par 11 mètres de large. L'ajout de transepts à l'église en 1921 a permis l'ajout d'une centaine de bancs supplémentaires. Les travaux furent effectués en respectant le style néogothique. Les travaux ont été réalisés par Olivier Savoie et Sylvain Gaudet de Memramcook selon les plans de l'architecte René-Arthur Fréchet de Moncton. La décoration intérieure fut refaite en 1936 par Scott Young, maître décorateur.
L'extérieur de l'église était ornée d'ouvertures gothiques. Son clocher culminait à 36 mètres. Il était divisé en trois niveaux. Le deuxième niveau était orné de motifs décoratifs circulaires et le troisième de quatre faîteaux et d'une flèche surmontée d'une croix.
L'intérieur comptait plusieurs œuvres d'art, dont 48 fresques iconographiques d'Édouard Gautreau, un lustre de Murano, des sculptures de Léon Léger, etc..
L'église est devenue un site historique provincial en 1986. Elle fut détruite dans un incendie causé par la foudre, le mercredi 29 juin 2005 en après-midi. Selon l'historien Pierre Cormier, il s'agit de l'une des principales pertes d'œuvres d'art de l'histoire de l'Acadie au Nouveau-Brunswick.

## Reconstruction
Une nouvelle église fut construite au coût de 2 millions de dollars.
Les bancs proviennent de l'ancienne église de Bathurst-Est. Deux grandes toiles de l’artiste Édouard Gautreau ont été rapatriées de l’ancienne église d’Egmont Bay, à l'Île-du-Prince-Édouard. Elles valent plus de 50 000 $ chacune.
Quelques pierres et une peinture qui avait été sauvée des flammes se retrouvent aussi dans le nouveau lieu de culte des habitants de Sainte-Anne-de-Kent.
L’autel a été construit par le menuisier René Neuville et il a été sculpté par Charles-Édouard Bernard, alias Wood Chuck, deux hommes du village. Ce dernier a mis plus de 230 heures de travail.
La première messe fut célébrée au matin du 9 décembre 2007.